# Mesotrichosiphum brevisetosum
Mesotrichosiphum brevisetosum är en insektsart. Mesotrichosiphum brevisetosum ingår i släktet Mesotrichosiphum och familjen långrörsbladlöss. Inga underarter finns listade i Catalogue of Life.